# 服部崎市
服部 崎市（はっとり さきいち、1899年（明治32年）5月6日 - 1947年（昭和22年）6月2日）は、大正から昭和前期の実業家、政治家。衆議院議員。

## 経歴
愛知県名古屋市で、米穀商・服部藤吉の六男として生まれる。その後、家業を継承した。
愛知県米穀商業組合連合会顧問、全国米穀商組合連合会幹事、同副理事長、食料国防団常任理事、中央食糧営団理事・企画局長などを務めた。その他、愛知水泳協会長、愛知県体育協会理事、名古屋体育協会理事なども務め、愛知県体育界にも貢献した。
政界では、名古屋市会議員、同参事会員、愛知県会議員、同副議長となる。1936年（昭和11年）2月の第19回衆議院議員総選挙で愛知県第1区から立憲民政党公認で出馬して初当選。1937年（昭和12年）4月の第20回総選挙で再選された。戦後、1947年（昭和22年）4月の第23回総選挙で愛知県第1区から民主党公認で出馬して当選したが、在任中の同年6月に死去。衆議院議員を通算3期務めた。